# Амрус Наталша
Амрус Наталша (индон. Amrus Natalsya; 21 октября 1933, Медан, Северная Суматра — 31 января 2024) — индонезийский художник и скульптор по дереву.

## Жизнь и творчество
После окончания средней школы поступил в 1954 году в Академию изобразительных искусств Индонезии в Джокьякарте. В следующем году на студенческой выставке в музее Яванской культуры «Соно Будойо» его деревянную скульптуру «Забытый слепой» купил президент Сукарно. В том же году в Бандунге он участвовал в выставке, приуроченной к Конференции Азии и Африки, на которой выставил свою новую работу из дерева «Неуслышанные крики», получившую высокую оценку критики. Известный американский искусствовед Клэр Холт писала:

 «Как удивительно художник представил страдания и борьбу духа на этой выставке. Амрус — самый самобытный молодой скульптор с такими качественными работами, которые редко встретишь у других индонезийских художников» — .- 
В 1957 году состоялась его первая персональная выставка в Джакарте — это была первая выставка под открытом небом в Индонезии. На ней были представлены его деревянные скульптуры до четырёх метров высотой. В 1959 году он, художник Батара Лубис и карикатурист А. Сибарани представляли Индонезию на Международной молодёжной неделе в Вене, а на обратном пути посетили Советский Союз и Китай. В следующем году он отправился в Джидду по приглашению мэра города, чтобы сделать деревянные панно с каллиграфией. Заодно он совершил хадж. В 1960 году на студенческой выставке в Джакарте он выставил картины на холсте, и снова его покупателем стал Сукарно, который приобрёл полотно «Мои друзья» (1959). В 1961 году он с другими студентами (Мисбах Тамрин, Куслан Будиман, Адрианус Гумелар и др.) создал художественную мастерскую «Буми Тарунг» в Джакарте. Одновременно принимал активное участие в деятельности «Общества народной культуры» (Лекра), которое находилось под эгидой Компартии Индонезии.
После антикоммунистического переворота 30 сентября 1965 года был арестован и находился в тюрьме без суда и следствия до 1973 года. После освобождения работал в своей мастерской на Базаре искусств Анчола. Здесь он освоил новый жанр — картины на досках, которые стали очень популярными среди коллекционеров. Вместе с этим он не оставлял своего старого увлечения деревянной скульптурой — серия скульптур «Ноев ковчег» в 1998 году на выставке в Культурном центре Джакарты была признана лучшим произведением выставки и была приобретена музеем университета «Пелита Харапан». Что касается картин на досках, то наиболее впечатляющей серией является «Чайна-таун», которую он сделал под впечатлением антикитайских погромов в 1998 году и выставил в престижной столичной галерее Mon Decor (1999). Позднее состоялась ещё одна его персональная выставка в этой галерее (2004) и галерее Canna (2005). Наиболее значительным собранием его картин и скульптур располагает индонезийский коллекционер Этти Мустафа, которая начала собирать его работы с 1995 года

## Публикации
- Puisi-Puisi Amrus Natalsya. Jakarta, 2015